# 338e division d'infanterie
La 338e division d'Infanterie (en allemand : 338. Infanterie-Division ou 338. ID) est une des divisions d'infanterie de l'armée allemande (Wehrmacht) durant la Seconde Guerre mondiale.

## Historique
La 338e division d'infanterie a été formée le 9 novembre 1942 sur le Truppenübungsplatz (terrain de manœuvre) de Warthelager dans la Wehrkreis XIII en tant que Kriemhilde-Division avec du personnel des Wehrkreise XIII, XVII et XVIII.
Elle est détruite en grande partie pendant sa retraite du sud de la France et est réaménagée et réorganisée en mai 1944.
Elle absorbe les restes du Heeres-Gebirgsjäger-Bataillon 202 (bataillon de montagne) en janvier 1945.
La division est détruite dans la poche de la Ruhr en avril 1945.

## Organisation

### Commandants
| Date                                | Grade                    | Commandant                   |
| ----------------------------------- | ------------------------ | ---------------------------- |
| 10 novembre 1942 - 5 janvier 1944   | Generalleutnant          | Josef Folttmann (de)         |
| 5 janvier 1944 - 18 septembre 1944  | Generalleutnant          | René de l'Homme de Courbière |
| 18 septembre 1944 - ? octobre 1944  | Generalleutnant          | Hans Oschmann                |
| ? octobre 1944 - ? octobre 1944     | Oberst                   | Hafner                       |
| (? octobre 1944 - 14 novembre 1944  | Generalleutnant          | Hans Oschmann                |
| 14 novembre 1944 - 29 décembre 1944 | Generalmajor der Reserve | Rudolf von Oppen             |
| 29 décembre 1944 - 18 janvier 1945  | Generalmajor             | Konrad Barde                 |
| 18 janvier 1945 - 15 avril 1945     | Generalmajor             | Wolf Ewert                   |

## Théâtres d'opérations
- Novembre 1942 - Janvier 1943
  - En garnison à Anvers
- Février 1943 - Août 1944
  - Vallée du Rhône
    - Les différentes composantes de la division sont envoyées en garnison en différents endroits. 
Lors du débarquement de Provence la 338 ID est présente de Mauguio à Sausset-les-Pins.
    - Bataille de Montélimar puis elle recule jusque Lyon
- Août 1944-Janvier 1945
  - Campagne de France (1944)
    - La division se replie sur Belfort
    - Bataille des Vosges
    - Poche de Colmar
- Février 1945
  - La division passe le Rhin et fait retraite sur Fribourg
- Mars 1945
  - Elle est à Erkelenz
- Avril 1945
  - La 338e division est détruite dans la poche de la Ruhr

## Ordre de bataille
1944
- Grenadier-Regiment 757
- Grenadier-Regiment 758
- Grenadier-Regiment 759
- Schnelle Abteilung 338
- Artillerie-Regiment 338
- Pionier-Bataillon 338
- Nachrichten-Abteilung 338
- Versorgungseinheiten 338